# Helymegosztás
A helymegosztás (angolul: code sharing, szó szerint „kódmegosztás”) egy üzleti kifejezés, mely 1990-ből származik, amikor három légitársaság – az Australian Airlines, a Qantas Airways és az American Airlines – egyesítette szolgáltatásait az Egyesült Államok és Ausztrália járataira vonatkozólag. A helymegosztás vagy közös üzemeltetés (codeshare) egy olyan megállapodás több légitársaság között, amely eredetileg még a légiszövetségek előtti időkből származik. A gyakorlat szerint egy adott légitársaság által üzemeltetett járatot a többi légitársaság is árulhatja. (Például ha X légitársaság indít egy járatot Budapestről Madridba, akkor erre a járatra X, Y és Z társaság is árulhat és adhat el jegyeket. Ezáltal a járatok magasabb utasszámmal indulhatnak, és látszólag egy légitársaság több járatot üzemeltet, hiszen a partnerek járatait is meghirdetheti.) A legtöbb mai légitársaság rendelkezik közös üzemeltetésben érintett (code-sharing) partnerekkel, amely kulcsfontoságú számukra.

## Alkalmazás
A „kód” (code) kifejezés lényegében egy menetrendi azonosítót jelöl, amely a 2 karakteres IATA-kódból és a járat számából áll. Tehát egy „XX123” jelű gép esetén: a 123-as járatot, amit az XX jelű légitársaság üzemeltet, az YY légitársaság is árulhatja YY456 kóddal, vagy akár a ZZ légitársaság is ZZ9876 kóddal.
- Csatlakozások esetén, ha az utas A-ból C pontba utazik, nem szükséges külön jegyet váltani A–B, majd B–C között, feltéve, ha a járatokat közös üzemeltetésben érintett partnerek üzemeltetik. Ebben az esetben az együttműködő légitársaságok megpróbálják egyeztetni a menetrendeket és a poggyász kezelését, hogy az átszállás minél kevesebb ideig tartson.
- Azokat a járatokat, melyek megegyező útvonalon járnak, bármely partner hirdetheti. Ez látszólagos járatszám-növekedést idéz elő a légitársaságoknál.
- Azok a légitársaságok, amelyek bizonyos helyekre nem indítanak járatokat, nagyobb piacot nyerhetnek azáltal, hogy a partner-légitársaság által üzemeltetett járatokra is adhatnak el jegyeket.

## Fordítás
- Ez a szócikk részben vagy egészben  a   Codeshare agreement című angol Wikipédia-szócikk ezen változatának fordításán alapul.  Az eredeti cikk szerkesztőit annak laptörténete sorolja fel. Ez a jelzés csupán a megfogalmazás eredetét és a szerzői jogokat jelzi, nem szolgál a cikkben szereplő információk forrásmegjelöléseként.